# 斯泰溫斯市鎮
斯泰溫斯市鎮（丹麥語：Stevns Kommune）是丹麥的一個市鎮，位於西蘭島東部斯泰溫斯半島，屬西蘭大區。面積250.19平方公里，2009年人口21,948人。行政中心为霍萊烏。
2007年1月1日由原斯泰溫斯和瓦勒市镇合併而成。